# Sylviorthorhynchus desmursii
Sylviorthorhynchus desmursii là một loài chim trong họ Furnariidae.
Loài chim này được tìm thấy ở miền tây Argentina từ tỉnh Santa Cruz bắc đến San Juan và ở miền nam và miền trung Chile từ Magallanes bắc đến vùng Valparaíso. Chúng sinh sống ở những bụi cây rậm rạp nhiều tre trong rừng mưa ôn đới mát mẻ, hiện diện từ mực nước biển lên đến 1.200 mét, nhưng cũng có thể hiện diện trong cây bụi chịu được bóng râm chuyển tiếp sớm của các loài thuộc họ Myrtaceae, chủ yếu là Amomyrtus.